# Hrádky (potok)
Hrádky – potok na Słowacji we wschodniej części powiatu Turčianske Teplice. Wypływa na wysokości około 615 m w Wielkiej Fatrze, w dolinie wcinającej się między szczyty Suché vrchy (691 m) i Havraná skala (930 m). Spływa krętym korytem przez lesiste obszary Parku Narodowego Wielka Fatra, następnie opuszczając go wypływa na Kotlinę Turczańską. Tu, nieco powyżej torfowiska Rakšianske rašelinisko (rezerwat przyrody) na wysokości około 526 m uchodzi do potoku Rakša jako jego lewy dopływ.
Hrádky nie ma żadnego dopływu. Cała jego zlewnia znajduje się w Wielkiej Fatrze.